# Phoenicocoris strobicola
Phoenicocoris strobicola är en insektsart som först beskrevs av Knight 1923.  Phoenicocoris strobicola ingår i släktet Phoenicocoris och familjen ängsskinnbaggar. Inga underarter finns listade i Catalogue of Life.